# تیپ ۱۸۸ زرهی زاهدان

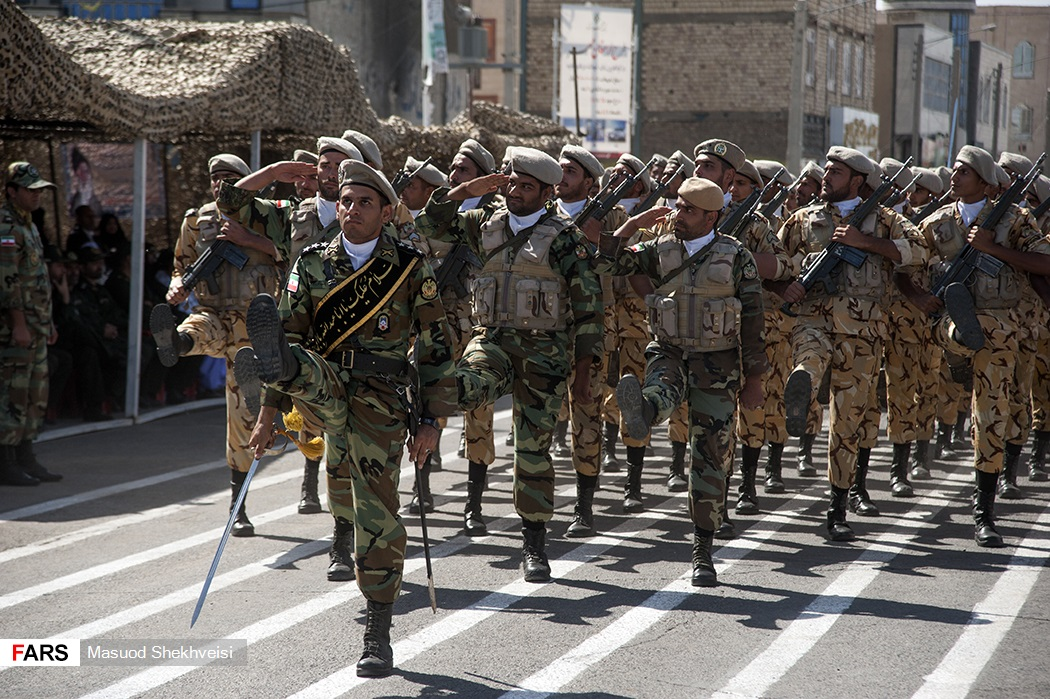
رژه نیروهای تیپ ۱۸۸ زرهی به‌مناسبت سالگرد جنگ ایران و عراق در سال ۱۳۹۷، زاهدان

تیپ ۱۸۸ زرهی زاهدان از تیپ‌های زرهی نیروی زمینی ارتش جمهوری اسلامی ایران و زیرمجموعه لشکر ۸۸ زرهی زاهدان است، که پادگان و ستاد فرماندهی آن در شهر زاهدان، استان سیستان و بلوچستان مستقر می‌باشد. تیپ ۱۸۸ زرهی زاهدان در خلال جنگ ایران و عراق، از یگان‌های عمل‌کننده ارتش جمهوری اسلامی ایران و تحت امر لشکر ۸۸ زرهی زاهدان بود و در عملیات‌های فتح‌المبین (تحت امر تیپ ۵۵ هوابرد)، رمضان (تحت امر تیپ ۴۰ پیاده اردبیل)، والفجر ۴، ظفر ۶، ظفر ۸، کربلای ۵، کربلای ۶ و عملیات مرصاد در واکنش به عملیات متوهمانه‌ای با نام فروغ جاویدان شرکت داشت. هم‌اکنون سرهنگ فردین محمودی فرماندهی تیپ ۱۸۸ زرهی زاهدان را برعهده دارد.